# The Making of Maddalena
The Making of Maddalena er en amerikansk stumfilm fra 1916 af Frank Lloyd.

## Medvirkende
- Edna Goodrich som Maddalena.
- Forrest Stanley som George Hale.
- Howard Davies som Angelo.
- John Burton som Randolph Hale.
- Mary Mersch som Blanche Belgrave.